# Oualid Mokhtari
Pour les articles homonymes, voir Mokhtari.
Oualid Mokhtari est un joueur marocain né le 29 avril 1982 au Maroc.

## Carrière
- 2000-2001 : Jahn Ratisbonne (6 matchs, 0 buts)
- 2001-2002 : VfR Mannheim (8 matchs, 3 buts)
- 2001-2002 : Jahn Ratisbonne (8 matchs, 0 buts)
- 2003-2005 : SV Wehen-Wiesbaden (51 matchs, 3 buts)
- 2005-2008 : Kickers Offenbach